# Поход Десет хиљада
Поход Десет хиљада назив је за акцију најамничких грчких, углавном спартанских јединица које је унајмио персијски сатрап Кир Млађи у свом покушају да преузме престо од свог брата Артаксеркса ΙΙ. Вођен је у периоду од 401. до 399. п. н. е. и завршен је неуспехом. 

## Увод
Спартанци су 404. п. н. е. однели победу у Пелопонеском рату успостављајући хегемонију над читавом Грчком. За своју победу Спартанци су могли захвалити Персији. Након Сицилијанске експедиције Атина је успела да се опорави и поново обнови своју моћ над Егејским морем. У томе је добијала помоћ Персије коју је издејствовао војсковођа Алкибијад који је поново прешао на страну Атине. Ипак, плашећи се превеликог јачања Атине, Персија обуставља даљу помоћ што доводи до брзог слома Атине. Након смрти Дарија II, упркос свим сплеткама Паристаде, да свог млађег сина стави на престо, као наследник долази најстарији Даријев син, Артаксеркс II. Кир се ослањао на Грчку војску, сада већ ветеране Пелопонеског рата. У Кирову службу је регрутован Спартанац, Клеарх, којег су ефори отерали када је покушао да завлада Бизантом. Осим Клеарха, спартанци су дуговали Киру услугу због помагања у рату против Атине, и тајно су му послали 700 хоплита. Кирова војска се састојала око 13.600 Хелена, од кога су 10.600 били хоплити.
Циљ похода је био скриван од војника, само је Клеарх знао праву сврху.
Међу најамницима је био и Ксенофонт, Атински писац који ће у свом делу Анабаза описати овај поход.

## Битка код Кунаксе
Заповедник најамничких снага Грчке био је Клеарх. Са Персијом се Кирова војска сукобила у бици код Кунаксе. Међутим, Кир умире још на почетку битке. Азијски део Кирове војске одмах се распао. Грчки одреди задавали су Персијанцима доста муке. Клеарх је успео да извуче своју армију. Након битке, на превару је намамљен код персијског сатрапа Тисаферна који га је убио. Остатак грчке армије није се погубио већ је одмах одабрао наследника: Спартанци су изабрали Хеирисофа, Беоћани Тимасиона а Атињани Ксенофонта. Током шест месеци војска се пробијала преко планина Курдистана и Јерменије. Све време су их нападали персијски одреди. Након тешког и мукотрпног марша, армија ипак стиже до обала Црног мора. Није их било више од 8000. Тамо су одмах започели са борбом против Персијанаца у Малој Азији. 

## Последице
Поход Десет хиљада довео је до раскида пријатељства између Спарте и Персије. Цар је започео са репресалијама тако што је протеривао олигархе из Мале Азије и почео uvoditi демократско уређење. Спартанци 400. п. н. е. шаљу омањи одред под војсковођом Тиброном у помоћ олигарсима. Међутим, Тибронове трупе више су се бавиле пљачком него ослобађањем градова, па је он смењен и на његово место постављен Деркилид. Он је деловао дипломатски покушавајући да завади Тисаферна и Фарнабаза. Тако се рат Персије и Спарте још увек ограничавао на мање сукобе. Међутим, такво стање неће дуго потрајати. Тисаферн ће пружати подстрек грчким полисима да подигну устанак против спартанске хегемоније што ће довести до избијања Коринтског рата. 